# Vytinės miškas
Vytinės miškas este o arie protejată (sit de importanță comunitară — SCI) din Lituania întinsă pe o suprafață de 75,58 ha, integral pe uscat.

## Localizare
Centrul sitului Vytinės miškas este situat la coordonatele 55°10′28″N 24°48′00″E / 55.1745°N 24.7999°E.

## Înființare
Situl Vytinės miškas a fost declarat sit de importanță comunitară în aprilie 2022 pentru a proteja un număr necunoscut de specii din flora spontană și fauna sălbatică aflate în arealul zonei.

## Biodiversitate
Situată în ecoregiunea boreală, aria protejată conține 2 habitate naturale: Păduri caducifoliate bătrâne naturale hemiboreale fino-scandinave (Quercus, Tilia, Acer, Fraxinus sau Ulmus) bogate în specii epifite, Păduri caducifoliate de mlaștină fino-scandinave.
La baza desemnării sitului se află un număr nedeclarat de specii protejate.
Pe lângă speciile protejate, pe teritoriul sitului au mai fost identificate 1 specie de păsări.